# Halcyon coromanda
Halcyon coromanda е вид птица от семейство Halcyonidae.

## Разпространение
Видът е разпространен в Бутан, Бруней, Виетнам, Индия, Индонезия, Китай, Лаос, Малайзия, Мианмар, Непал, Северна Корея, Сингапур, Тайланд, Филипините, Южна Корея и Япония.